# Eurata paraguayensis
Eurata paraguayensis är en fjärilsart som beskrevs av Schrott. Eurata paraguayensis ingår i släktet Eurata och familjen björnspinnare. Inga underarter finns listade i Catalogue of Life.